# Traité de l'Iber
Pour les articles homonymes, voir Traité et Èbre (homonymie).
Le traité de l'Iber ou traité de l'Èbre (226 av. J.-C.) est le traité romano-carthaginois qui délimite la frontière entre les deux puissances dans la Péninsule Ibérique : à Carthage, l'Espagne au sud du fleuve « Iber » (peut-être l'Èbre, ou le Júcar), et à Rome la partie nord.
En 219 av. J.-C., devant la puissance croissante d'Hannibal Barca dans la Péninsule, Rome décide de passer un accord avec la ville de Sagonte, située bien au sud du fleuve, et la déclare sous protectorat romain. Au vu de la violation du traité, Hannibal assiège la ville, qui tombe après 8 mois de siège. En réponse aux réclamations de Rome, Carthage lui déclare la guerre : ainsi commence la deuxième guerre punique.